# Ecstasy (album d'Ohio Players)
Pour les articles homonymes, voir Ecstasy (homonymie).
Albums de The Ohio Players
Pleasure
(1972) Skin Tight
(1974)
Ecstasy est un album de The Ohio Players sorti chez Westbound Records en 1973.

## Liste des morceaux
| 1. | Ecstasy                         | 2:27 |
| 2. | You and Me                      | 3:12 |
| 3. | Not So Sad and Lonely           | 3:20 |
| 4. | (I Wanna Know) Do You Feel It ? | 4:23 |
| 5. | Black Cat                       | 4:25 |

| 6.  | Food Stamps Y'all | 3:12 |
| 7.  | Spinning          | 3:04 |
| 8.  | Sleep Talk        | 3:15 |
| 9.  | Silly Billy       | 4:26 |
| 10. | Short Change      | 2:55 |